# Бєлоглазова Юлія
Ю́лія Бєлогла́зова (нар. 28 грудня 1987) — українська фігуристка. Учасниця Зимових олімпійських ігор-2006.

## Життєпиис
Народилась 1987 року в місті Київ. Почала кататись на ковзанах у 1993 році.
З Андрієм Бехом — чемпіони України (2005/2006).
Чотириразова призерка чемпіонату України (2002—2004, 2006/2007).
Учасниця Олімпійських ігор-2006.
Учасниця чемпіонатів світу.
Учасниця чемпіонатів світу серед юніорів.
Учасниця чемпіонатів Європи.